# Metoda kuli śnieżnej
Metoda kuli śnieżnej (ang. snowball sampling) – metoda nielosowego doboru próby polegająca na rekrutowaniu uczestników przez innych uczestników. 
Badacze używają tej metody, kiedy trudno jest zlokalizować uczestników do badania. Proces rekrutacji jest prosty i tani.
Wadą tej metody jest to, że badacz ma nad nią małą kontrolę i reprezentatywność próby uzyskanej tą metodą stoi pod znakiem zapytania. Możliwość obciążenia próby wynika z tego, że uczestnicy mają tendencję do rekrutowania osób, które dobrze znają, a w związku z tym, osoby biorące udział w badaniu mogą mieć zbliżone do siebie cechy, a to oznacza, że otrzymana próba będzie stanowić małą podgrupę z ogółu populacji.